# آلاء المرابط
آلاء المرابط (عربی: آلاء المرابط؛ زادهٔ ۲۶ اکتبر ۱۹۸۹) پزشک، فعال اجتماعی و سفیر صلح اهل کانادا است.
وی همچنین برندهٔ جوایزی همچون ۱۰۰ زن بی‌بی‌سی شده‌است.